# Ptilopachus
Ptilopachus es un género de aves galliformes de la familia Phasianidae nativas de África. Inicialmente era un género monotípico que incluía solamente a Ptilopachus petrosus, pero evidencia genética sugiere la también inclusión de Ptilopachus nahani, anteriormente perteneciente al género Francolinus. Los estudios también concluyen que este género está más estrechamente relacionado con las codornices del Nuevo Mundo (Odontophoridae) por lo que podría considerarse como sus únicos representantes africanos, sin embargo la mayoría de los ornitólogos lo siguen incluyendo en Phasianidae.
Ambas especies, con unos 25 cm de altura, son relativamente pequeñas y de hábitos terrestres.

## Especies
El género incluye dos especies:
- La gallinita roquera,[4] Ptilopachus petrosus (Gmelin, 1789)
- El francolín de Nahan,[4] Ptilopachus nahani (Dubois, 1905)